# Le Quotidien des automates
 (octobre 2012).
 (avril 2020).
Pour plus de détails, voir Fiche technique et Distribution.
Le Quotidien des automates est un court métrage d'animation algérien réalisé en 2005.

## Synopsis
À la suite d'un lever du soleil des plus inquiétants, un jeune homme se réveille brusquement. Se succède alors une série d’événements surréalistes où les gestes les plus banals contiennent en eux un réservoir de folie visuelle et sonore...

## Fiche technique
- Réalisation : Abdelghani Raoui
- Scénario : Abdelghani Raoui
- Montage : Abdelghani Raoui
- Production : Abdelghani Raoui
- Animation : Abdelghani Raoui, Habi Rachid, Raoui Youcef
- Durée : 13 min